# Luxembourg aux Jeux olympiques d'été de 1936
Le Luxembourg  participe aux Jeux olympiques d'été de 1936 à Berlin du 1er au 16 août 1936. Il s'agit de sa 6e participation à des Jeux olympiques d'été.

## Athlétisme
Le Luxembourg aligne six participants aux épreuves d'athlétisme.

## Boxe
Le Luxembourg a cinq représentants dans les épreuves de boxe.

## Canoë-kayak
Trois sportifs sont présents pour le Luxembourg.

## Cyclisme
Le Luxembourg aligne quatre participants aux épreuves de cyclisme.

## Football
Le Luxembourg aligne son équipe masculine.

## Gymnastique
Huit hommes participent à la gymnastique pour le Luxembourg.

## Haltérophilie
Deux Luxembourgeois sont présents.

## Lutte
Metty Scheitler (lb) est présent aux Jeux olympiques.

## Natation
Quatre nageurs luxembourgeois participent aux Jeux olympiques.